# Escherichia hermannii
Az Escherichia hermannii Gram-negatív, pálcika alakú baktérium. E fajt először emberi sebekből, köpetből és székletből izolálták. A fajt George J. Hermann és Lloyd G. Herman amerikai mikrobiológusokról nevezték el.
Egy 2016-os tanulmány az E. hermannii átsorolását javasolta az Enterobacteriaceae egy új nemzetségébe, az Atlantibacterbe.

## Patogenitás
Az E. hermannii-t általában nem tekintik kórokozónak, de emberi sebekből, szemfertőzések esetén a szemből, amellett vérből is izolálták.

## Fordítás
Ez a szócikk részben vagy egészben  az   Escherichia hermannii című angol Wikipédia-szócikk ezen változatának fordításán alapul.  Az eredeti cikk szerkesztőit annak laptörténete sorolja fel. Ez a jelzés csupán a megfogalmazás eredetét és a szerzői jogokat jelzi, nem szolgál a cikkben szereplő információk forrásmegjelöléseként.